# Mario Fuenzalida
Mario Fuenzalida Mandriaza (San Pedro de Alcántara, antigua comuna de Vichuquén, 16 de noviembre de 1921-23 de noviembre de 2005), fue un empresario, agricultor y político chileno.

## Biografía
Nació en San Pedro de Alcántara en 1921, por entonces en la comuna de Vichuquén, hoy en la comuna de Paredones, hijo de Desiderio Fuenzalida y Lidia Mandriaza. Realizó sus estudios secundarios en los seminarios de Talca y Santiago y concluyó sus estudios en el Colegio Hispano Americano. Se casó con María Elena Villagrán Gutiérrez y tuvieron cinco hijos.
En el ámbito laboral, trabajó como funcionario y dirigente bancario entre 1940 y 1956, en el Banco de Curicó. Luego, desde 1957, se dedicó a las actividades agrícolas y comerciales en Curicó. A fines de los años 1950 desarrolló actividades forestales en la costa de la provincia de Curicó. Formó sociedad con Jesús Pons y establecieron el Salón Philco, en calle Peña esquina de Camilo Henríquez, destinado a electrodomésticos y artículos de línea blanca; luego dio forma a la Casa Fuenzalida.
Inició sus actividades políticas al integrarse al Partido Demócrata Cristiano. En representación de esta colectividad, asumió como regidor de Curicó, entre 1963 y 1965. En 1964 participó en la elección complementaria para diputado por la Undécima Agrupación Departamental "Curicó y Mataquito", conocida como "Naranjazo", en la que obtuvo el tercer lugar.
En 1965 repostuló a diputado por Curicó y Mataquito, y fue elegido por el período de 1965 a 1969; participó de la Comisión Permanente de Gobierno Interior y en la de Defensa Nacional. Integró la Comisión Especial Industria automotriz, 1966. Entre sus mociones que se transformaron en ley de la República está la Ley N.°16431, de 28 de febrero de 1966, sobre contratación empréstito Municipalidad de Curicó. Fue coautor de la ley que creó la Caja Bancaria de Pensiones.
Tras dejar la actividad parlamentaria, retomó sus funciones empresariales y gremiales, tanto en el ámbito del comercio, como en el de la agricultura y la ganadería, hasta el año 1997, cuando se retiró al descanso familiar.
Falleció en 2005 a los 84 años de edad.